# Ернесто Альбаррасін
Ернесто Альбаррасін (ісп. Ernesto Albarracín; 25 вересня 1907) — аргентинський футболіст, що грав на позиції півзахисника, зокрема, за клуб «Тігре», а також національну збірну Аргентини.

## Клубна кар'єра
У футболі дебютував виступами за клуб «Спортіво Барракас».
Згодом з 1928 по 1931 рік грав у складі команд «Спортіво Буенос-Айрес», «Платенсе» (Вісенте-Лопес) та «Рівер Плейт».
Своєю грою за останню команду привернув увагу представників тренерського штабу клубу «Тігре», до складу якого приєднався 1932 року. Відіграв за команду з передмістя Буенос-Айреса наступні три сезони своєї ігрової кар'єри.
Протягом 1936—1937 років захищав кольори клубів «Архентінос Хуніорс» та «Спортіво Док-Суд».
Завершив професійну ігрову кар'єру у клубі «Барракас Сентраль», за команду якого виступав протягом 1938—1939 років.

## Виступи за збірну
Був присутній в заявці збірної Аргентини на чемпіонаті світу 1934 року в Італії, але на поле не виходив.